# Патракеево (Нижегородская область)
Патраке́ево — деревня в составе Чемашихинского сельсовета Краснобаковского района Нижегородской области.

## Палеонтология
В отложениях раннего триасового периода (нижнеиндский подъярус) Патракеево найдены ископаемые образцы темноспондильной амфибии Tupilakosaurus sp. и рептилиоморфа Axitectum vjushkovi.

## Население
По данным на 1999 год, численность населения составляла 14 чел.